# David Niven
Pour les articles homonymes, voir Niven.
David Niven [ˈdeɪvɪd ˈnɪvən] est un acteur, soldat et auteur britannique, né le 1er mars 1910 à Londres et mort le 29 juillet 1983 à Château-d'Œx (Suisse). Il a reçu un Oscar et un Golden Globe.
Né dans le centre de Londres dans une famille de la classe moyenne supérieure, il fréquente la Heatherdown School (en) et la Stowe School (en) avant d'obtenir une place au collège royal militaire de Sandhurst. Après sa formation militaire, il est nommé sous-lieutenant dans l'Highland Light Infantry. Après avoir développé un intérêt pour le métier d'acteur, il trouve un rôle de figurant dans le film britannique There Goes the Bride (1932). Lassé de l'armée en temps de paix, il démissionne de sa commission en 1933, s'installe à New York, puis se rend à Hollywood. Là, il engage un agent et tient plusieurs petits rôles dans des films jusqu'en 1935, y compris un rôle sans dialogue dans Les Révoltés du Bounty (1935) de la Metro-Goldwyn-Mayer. Cela l'aide à décrocher un contrat avec Samuel Goldwyn.
Des rôles, initialement mineurs, dans des films majeurs suivent, notamment dans Dodsworth (1936), La Charge de la brigade légère (1936), et Le Prisonnier de Zenda (1937). En 1938, il joue le rôle principal dans des films tels que Les Hauts de Hurlevent (1939). Lors du déclenchement de la Seconde Guerre mondiale, il retourne en Grande-Bretagne et rejoint l'armée, où il reprend du service comme lieutenant. En 1942, il est co-vedette du film de soutien du moral sur le développement du célèbre avion de combat Supermarine Spitfire, Spitfire (1942).
Il reçoit plus tard l'Oscar du meilleur acteur pour son rôle dans Tables séparées (1958). Ses autres films notables de cette période incluent Une question de vie ou de mort (1946), Honni soit qui mal y pense (1947), Vous qui avez vingt ans (1948), Le Chevalier de Londres (1950), La Lune était bleue (1953), Le Tour du monde en quatre-vingts jours (1956), Mon homme Godfrey (1957), Les Canons de Navarone (1961), Un cadavre au dessert (1976), et Mort sur le Nil (1978). Il a également acquis une renommée et une notoriété en incarnant Charles Lytton dans La Panthère rose (1963) et James Bond dans Casino Royale (1967).

## Biographie

### Jeunes années et débuts au cinéma
James David Graham Niven est né le 1er mars 1910 à Londres en Angleterre. Son père, William Edward Graham Niven (1878-1915), est un officier britannique écossais qu'il a peu connu, car il trouva la mort en 1915 lors de la bataille des Dardanelles. Sa mère est une Française, Henriette Julia Degacher (1878-1932), qu'il apprendra à connaître tardivement, ainsi qu'il le relate dans ses mémoires. Ses parents choisissent le prénom David d'après sa naissance le jour de la Saint-David. Niven affirmera plus tard qu’il était né à Kirriemuir, dans le comté écossais d’Angus, en 1909, mais son acte de naissance le réfute. Il a deux sœurs, Margeret Joyce Niven (1900-1981) et Grizel Rosemary Niven (1906-2007), et un frère, Henry Degacher Niven (1902-1953).
Renvoyé pour indiscipline de plusieurs écoles, il est casé par son beau-père dans une école pour cas difficiles où il n'apprend que peu de choses sinon à chaparder. Enfin, il finit par être élève dans une nouvelle public school où, fait nouveau pour lui, il bénéficie de la compréhension du directeur fondateur et fait de rapides progrès. Il pense d'abord entrer dans la Marine mais intègre l'armée de terre et suit des études militaires au Royal Military College de Sandhurst. Il en sort diplômé en janvier 1930 comme sous-lieutenant du régiment d'infanterie écossaise Highland Light Infantry (H.L.I.) et est intégré au régiment de la ville de Glasgow auquel il avait expressément demandé de ne pas être affecté, car l'uniforme ne lui plaisait pas ! Il sert pendant deux ans à Malte où il rencontre Roy Urquhart. Il est promu lieutenant en 1933, mais sait qu'il n'est pas fait pour cette carrière. À la suite d'un long et ennuyeux briefing sur les mitrailleuses, qui lui fait manquer un rendez-vous galant, il répond de façon insolente à l'officier qui demandait s'il y avait des questions : « Auriez-vous l'heure ? J'ai un train à prendre ». Mis aux arrêts pour acte d'insubordination, il déjoue l'attention du gardien en le faisant boire et s'échappe par la fenêtre. Dans le bateau qui le conduit en Amérique, il envoie un télégramme pour annoncer sa démission. Il s'installe à New York où il commence une carrière dans le négoce de whisky, puis dans le rodéo. Il exerce plusieurs petits boulots, tous voués à l'échec. Après un détour par les Bermudes et par Cuba, il s'installe en Californie, à Hollywood à l'été 1934. Quand il se présente pour travailler, il constate qu'il faut un « permis de travailler ». Il s'exile alors quelques mois au Mexique, où il fait notamment l'homme-canon et du nettoyage, puis revient quand on lui délivre son visa. Il se présente dans une agence de casting, qui le classe dans la catégorie « Anglo-Saxon de type no 2 008 ». Il apparaît dans quelques films. Remarqué par Samuel Goldwyn, il se voit offrir un contrat de quinze ans avec la MGM. Dès lors il enchaîne des rôles plus importants dans des films célèbres comme La Charge de la brigade légère, La Huitième Femme de Barbe-Bleue ou Quatre Hommes et une prière de John Ford. Il se confronte aux grandes stars comme Laurence Olivier dans Les Hauts de Hurlevent (1939) ou Errol Flynn, qui devient un ami, dans La Patrouille de l'aube. Son rôle de cambrioleur gentleman dans Raffles, gentleman cambrioleur fait de lui un acteur reconnu.

### Carrière internationale

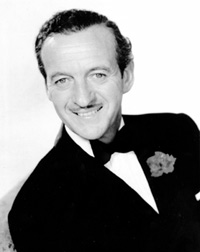
David Niven dans Casino Royale (1967).

David Niven retourne en Angleterre quand celle-ci déclare la guerre à l'Allemagne en 1939 et sert dans les Commandos. Il fait également des conférences pour convaincre les femmes de s'engager dans les services féminins des armées ; il tourne aussi dans des films destinés à soutenir l'effort de guerre en 1942 et 1944, au service cinématographique des armées, où il rencontre Peter Ustinov. Au cours de l'un de ces tournages, The Way Ahead, dont il doit tenir rôle principal, et dont Carol Reed doit être le réalisateur, il est chargé par le colonel Dudley Clarke de former un acteur pour se faire passer pour le maréchal Montgomery : c'est l'opération Copperhead. Niven et Ustinov travaillent alors avec le lieutenant Clifton-James (Niven a rencontré à plusieurs reprises « Monty » durant la guerre et peut aider Clifton-James à mieux cerner le personnage). Niven sert ensuite dans la campagne de Normandie et débarque quelques jours après le 6 juin. Il termine la guerre comme lieutenant-colonel et reçoit la Légion du Mérite (au grade de Légionnaire) décoration américaine
En 1946, il reprend le chemin des studios aux États-Unis. Il est la star avec Ginger Rogers de L'Impératrice magnifique puis de Une question de vie ou de mort la même année. Il se fâche alors avec Samuel Goldwyn pour des raisons de cachet et est exclu quelque peu des studios. Il ne tourne que dans des productions mineures et indépendantes mais reçoit tout de même le Golden Globe du Meilleur Acteur de Cinéma pour son rôle dans La Lune était bleue d'Otto Preminger. Sa carrière prend alors un nouvel envol trois ans plus tard, avec l'immense succès international du film de Michael Anderson, Le Tour du monde en quatre-vingts jours. Après Bonjour tristesse d'Otto Preminger, il interprète aux côtés de Rita Hayworth le rôle du Major Pollock dans Tables séparées. Son interprétation lui vaut l'Oscar du Meilleur Acteur et le Golden Globe du Meilleur Acteur de Cinéma ainsi que le prix NYFCC du Meilleur Acteur décerné par les critiques de cinéma de New York.
La carrière de David Niven est inégale. Il apparaît dans un grand nombre de films oubliés, présentant peu d'intérêt mais apparaît toutefois dans des films notables comme Les Canons de Navarone avec Gregory Peck en 1961 ou Les 55 Jours de Pékin avec Charlton Heston et Ava Gardner deux ans plus tard. Il auditionne pour être le premier James Bond au cinéma : il était le choix de l'auteur Ian Fleming mais pas celui des producteurs. Il a été le troisième acteur à jouer le rôle de James Bond, après l'américain Barry Nelson et Sean Connery. Son flegme britannique, qui a fait sa réputation, est utilisé par Blake Edwards en 1963 dans La Panthère rose et par John Huston dans Casino Royale en 1967, dans le rôle de James Bond. Deux ans plus tard, il est la star britannique du film franco-italien Le Cerveau réalisé par Gérard Oury avec Jean-Paul Belmondo et Bourvil.
Ses derniers films sont Mort sur le Nil en 1978 ou Le Commando de Sa Majesté deux ans plus tard. Il apparaît aussi pour un rôle dans Vampira (connu sous le titre de Les temps sont durs pour Dracula) et termine sa carrière avec Blake Edwards dans les suites de La Panthère rose.

### Les dernières années
En 1980, David Niven commence à ressentir de la fatigue, des faiblesses musculaires et des problèmes de voix. Une interview l'année suivante alarme sa famille. On lui diagnostique une sclérose latérale amyotrophique, maladie neurodégénérative plus connue sous le nom de maladie de Charcot. En 1981, il assiste à un hommage à Fred Astaire. C'est sa dernière apparition à Hollywood. Il reçoit également un prix pour l'ensemble de sa carrière aux Evening Standard British Film Awards en Angleterre.
Il rentre sous un faux nom dans un hôpital, pour éviter d'attirer la presse, apparemment pour un problème digestif. Très affaibli, il retourne à son chalet de Château-d'Œx en Suisse, où son état continue de se dégrader. Refusant toute hospitalisation, il meurt entouré de sa famille le 29 juillet 1983 à l'âge de 73 ans, après avoir révélé qu'il était le fils caché de Sir Thomas Comyn-Platt, un homme politique anglais.

### Vie privée
Le 16 septembre 1940, David Niven épouse en premières noces l'actrice Primula Rollo, qui lui donne deux enfants mais qui meurt accidentellement peu après, le 21 mai 1946. L'acteur se remarie à Hjördis Genberg le 14 janvier 1948 : cette union dure jusqu'à la mort de David Niven en 1983, union au cours de laquelle les époux ont adopté deux autres enfants.

## Filmographie
- 1932 : There Goes the Bride d'Albert de Courville : (non crédité)
- 1934 : Cléopâtre (Cleopatra) de Cecil B. DeMille : un esclave (non crédité)
- 1935 : Ville sans loi (Barbary Coast) d'Howard Hawks : un marin (non crédité)
- 1935 : Splendeur (Splendor) d'Elliott Nugent : Clancey Lorrimore
- 1935 : L'Emprise du passé (Without Regret) de Harold Young : Bill Gage
- 1935 : Les Révoltés du Bounty (Mutiny on the Bounty) de Frank Lloyd : un marin (non crédité)
- 1935 : Une plume à son chapeau (A Feather in Her Hat) d'Alfred Santell : Leo Cartwright
- 1936 : Rose-Marie de W. S. Van Dyke : Teddy
- 1936 : Palm Springs (Palm Springs) d'Aubrey Scotto : George Brittel
- 1936 : Les Aventures de Jeeves, valet de chambre (Thank You, Jeeves!) d'Arthur Greville Collins : Bertie Wooster
- 1936 : Jeunesse perdue (Dodsworth) de William Wyler : Capitaine Clyde Lockert
- 1936 : La Charge de la brigade légère (The Charge of the Light Brigade) de Michael Curtiz : capitaine James Randall
- 1936 : L'Ennemie bien-aimée (Beloved Enemy) de H. C. Potter : capitaine Gerald Preston
- 1937 : Le Prisonnier de Zenda (The Prisoner of Zenda) de John Cromwell : Fritz von Tarlenheim
- 1937 : Dîner au Ritz (Dinner at the Ritz) de Harold D. Schuster : Paul de Brack
- 1937 : On a volé cent mille dollars (We Have Our Moments) d'Alfred L. Werker : Joe Gilling
- 1938 : La Huitième Femme de Barbe-Bleue (Bluebeard's Eighth Wife) d'Ernst Lubitsch : Albert De Regnier
- 1938 : Quatre Hommes et une prière (Four Men and a Prayer) de John Ford : Christopher Leigh
- 1938 : Trois Souris aveugles (Three Blind Mice) de William A. Seiter : Steve Harrington
- 1938 : La Patrouille de l'aube (The Dawn Patrol) d'Edmund Goulding : lieutenant Scott
- 1939 : Les Hauts de Hurlevent (Wuthering Heights) de William Wyler : Edgar
- 1939 : Mademoiselle et son bébé (Bachelor Mother) de Garson Kanin : David Merlin
- 1939 : La Glorieuse Aventure (The Real Glory) de Henry Hathaway : lieutenant Terence McCool
- 1939 : Divorcé malgré lui (Eternally Yours) de Tay Garnett : Tony
- 1939 : Raffles, gentleman cambrioleur (Raffles) de Sam Wood : A. J. Raffles
- 1942 : Spitfire (The First of the Few) de Leslie Howard : Geoffrey Crisp
- 1944 : L'Héroïque Parade (The Way Ahead) de Carol Reed : Lieutenant Jim Perry
- 1946 : L'Impératrice magnifique (Magnificent Doll) de Frank Borzage : Aaron Burr
- 1946 : Une question de vie ou de mort (A Matter of Life and Death) de Michael Powell : Peter Carter
- 1946 : Mariage parfait (The Perfect Marriage) de Lewis Allen : Dale Williams
- 1947 : L'Orchidée blanche (The Other Love) d'André de Toth : docteur Anthony Stanton
- 1947 : Honni soit qui mal y pense (The Bishop's Wife) de Henry Koster : Henry Brougham, l'évêque
- 1948 : La Grande Révolte (Bonnie Prince Charlie) d'Anthony Kimmins : prince Charles
- 1948 : Vous qui avez vingt ans (Enchantment) d'Irving Reis : général Roland « Rollo » Dane
- 1949 : L'Extravagant M. Philips (A Kiss in the Dark) de Delmer Daves : Eric Phillips
- 1949 : L'amour a toujours raison (A Kiss for Corliss) de Richard Wallace : Kenneth Marquis
- 1950 : Le Chant de la Louisiane (The Toast of New Orleans) de Norman Taurog : Jacques Riboudeaux
- 1950 : Le Chevalier de Londres (The Elusive Pimpernel) de Michael Powell et Emeric Pressburger : Sir Percy Blakeney (le Mouron Rouge)
- 1951 : L'amour mène la danse (Happy Go Lovely) de H. Bruce Humberstone : B.G. Bruno
- 1951 : Trois Troupiers (Soldiers Three) de Tay Garnett : capitaine Pindenny
- 1951 : Appointment with Venus de Ralph Thomas : Major Valentine Moreland
- 1952 : The Lady Says No de Frank Ross : Bill Shelby
- 1953 : La Lune était bleue [ou La Vierge sur le toit] (The Moon Is Blue) d'Otto Preminger : David Slater
- 1954 : La Loterie de l'amour [ou L'Amour en loterie] (The Love Lottery) de Charles Crichton : Rex Allerton
- 1954 : Héritages et vieux fantômes (Happy Ever After) de Mario Zampi : Jasper O'Leary
- 1954 : Cour martiale (Carrington V.C.) d'Anthony Asquith : Carrington
- 1955 : Le Voleur du Roi (The King's Thief) de Robert Z. Leonard : James - Duc de Brampton
- 1956 : Millionnaire de mon cœur (The Birds and the Bees) de Norman Taurog : colonel Patrick Henry Harris
- 1956 : Le Tour du monde en quatre-vingts jours (Around the World in Eighty Days) de Michael Anderson : Phileas Fogg
- 1957 : Ma femme a des complexes [ou Ève, cette inconnue] (Oh, Men! Oh, Women!) de Nunnally Johnson : docteur Alan Coles
- 1957 : La Petite Hutte (The Little Hut) de Mark Robson : Henry Brittingham-Brett
- 1957 : Mon homme Godfrey (My Man Godfrey) de Henry Koster : Godfrey Smith
- 1957 : Le Gentleman et la Parisienne (The Silken Affair) de Roy Kellino : Roger Tweakham
- 1958 : Bonjour tristesse d'Otto Preminger : Raymond

- 1958 : Tables séparées (Separate Tables) de Delbert Mann : major Angus Pollock
- 1959 : Une fille très avertie (Ask Any Girl) de Charles Walters : Miles Doughton
- 1959 : Joyeux Anniversaire (Happy Anniversary) de David Miller : Chris Walters
- 1960 : Ne mangez pas les marguerites (Please Don't Eat the Daisies) de Charles Walters : Laurence MacKay
- 1961 : Le Meilleur Ennemi (The Best of Enemies) de Guy Hamilton : commandant Richardson
- 1961 : Les Canons de Navarone (The Guns of Navarone) de J. Lee Thompson : caporal Miller
- 1962 : L'Arsenal de la peur (La Città prigioniera) de Joseph Anthony : major Peter Whitfield
- 1962 : Astronautes malgré eux (The Road to Hong Kong) de Norman Panama : le lama (non crédité)
- 1962 : Sept Heures avant la frontière (Guns of Darkness) d'Anthony Asquith : Tom Jordan
- 1963 : Les 55 Jours de Pékin (55 Days at Peking) de Nicholas Ray : Sir Arthur Robertson, l'ambassadeur britannique
- 1963 : La Panthère rose (The Pink Panther) de Blake Edwards : Sir Charles Lytton
- 1964 : Les Séducteurs (Bedtime Story) de Ralph Levy : Lawrence Jameson
- 1965 : Lady L de Peter Ustinov : Lord "Dicky" Lendale
- 1966 : Passeport pour l'oubli (Where the Spies Are) de Val Guest : Docteur Jason Love
- 1966 : Le Mystère des treize (Eye of the Devil) de J. Lee Thompson : Philippe de Montfaucon
- 1967 : Casino Royale, de Val Guest, Ken Hughes, John Huston, Joseph McGrath et Robert Parrish : Sir James Bond
- 1968 : Prudence et la Pilule (Prudence and the Pill) de Fielder Cook et Ronald Neame : Gerald Hardcastle
- 1968 : Les Années fantastiques (The Impossible Years) de Michael Gordon : Jonathan Kingsley
- 1969 : The Extraordinary Seaman de John Frankenheimer : John Finchhaven
- 1969 : Le Cerveau de Gérard Oury : Colonel Carol Matthews
- 1969 : Avant que vienne l'hiver (Before Winter Comes) de J. Lee Thompson : Major Burnside
- 1971 : Le Plaisir des dames (The Statue) de Rod Amateau : Alex Bolt
- 1972 : Roi, Dame, Valet (King, Queen, Knave) de Jerzy Skolimowski : Charles Dreyer
- 1974 : Vampira (ressortie: Les temps sont durs pour Dracula) de Clive Donner : Comte Dracula
- 1974 : Le Fantôme de Canterville (Canterville Ghosts) (téléfilm) de Robin Miller : Sir Simon de Canterville
- 1975 : Le Tigre de papier (Paper Tiger) de Ken Annakin : Major Walter Bradbury
- 1976 : La Folle Escapade (No Deposit, No Return) de Norman Tokar : J.W. Osborne
- 1976 : Un cadavre au dessert (Murder by Death) de Robert Moore : Dick Charleston
- 1977 : La Course au trésor (Candleshoe) de Norman Tokar : Priory
- 1978 : Mort sur le Nil (Death on the Nile) de John Guillermin : colonel Race
- 1979 : Le Casse de Berkeley Square (A Nightingale Sang in Berkeley Square) de Ralph Thomas : Ivan
- 1979 : Bons baisers d'Athènes [ou Sabotages à Athènes] (Escape to Athena) de George Cosmatos : professeur Blake
- 1980 : Le lion sort ses griffes (Rough Cut) de Don Siegel : Cyril Willis, inspecteur en chef
- 1980 : Le Commando de Sa Majesté (The Sea Wolves: The Last Charge of the Calcutta Light Horse) d'Andrew V. McLaglen : colonel W.H. "Bill" Grice
- 1982 : Ménage à trois (Better Late Than Never) de Bryan Forbes : Nick Cartland
- 1982 : À la recherche de la Panthère rose (Trail of the Pink Panther) de Blake Edwards : Sir Charles Lytton
- 1983 : L'Héritier de la Panthère rose (Curse of the Pink Panther) de Blake Edwards : Sir Charles Lytton

## Voix françaises
- Bernard Dhéran (*1926 - 2013) dans :
  - Bonjour tristesse
  - Le Meilleur Ennemi
  - Les 55 Jours de Pékin
  - Lady L.
  - Passeport pour l'oubli
  - Le Mystère des treize
  - Avant que vienne l'hiver
  - Le Tigre de papier
  - Un cadavre au dessert
  - Bons baisers d'Athènes
  - Le lion sort ses griffes
  - Le Commando de Sa Majesté
  - À la recherche de la Panthère rose

- Jacques Berthier (*1916 - 2008) dans :
  - La Lune était bleue
  - Le Tour du monde en quatre-vingts jours
  - Tables séparées
  - Les Canons de Navarone
  - La Panthère rose

- Roland Ménard (*1923 - 2016) dans :
  - Le Voleur du Roi
  - Ne mangez pas les marguerites
  - Mort sur le Nil

- Roger Till (*1909 - 2002) dans :
  - L'Ennemie bien-aimée
  - Le Prisonnier de Zenda

- René Dary (*1905 - 1974) dans :
  - Les Hauts de Hurlevent
  - Mademoiselle et son bébé

- Gérard Férat dans :
  - Honni soit qui mal y pense
  - Mon homme Godfrey

et aussi
- Jean-François Laley (*1925 - 2017) dans La Charge de la brigade légère (doublé en 1947)
- René Roussel (*1928 - 2003) dans Honni soit qui mal y pense (scènes supplémentaires)
- Yves Furet (*1916 - 2009) dans Trois Troupiers
- Michel Roux (*1929 - 2007) dans La Petite Hutte
- Gabriel Cattand (*1923 - 1997) dans Casino Royale
- Jean Berger (*1917 - 2014) dans L'Héritier de la Panthère rose
- Guillaume Orsat dans Une question de vie ou de mort (2e doublage)

## Publications
- David Niven, Décrocher la Lune, Paris, Robert Laffont, 1973 (ISBN 978-2-221-03322-7)
- (en) David Niven, Bring on the empty horses, Hamish Hamilton, 1975 (ISBN 978-0-7553-6433-6)
- (en) David Niven, Go Slowly, Come Back Quickly, Hamish Hamilton, 1981, 382 p. (ISBN 978-0-241-10690-7)
- David Niven, Mémoires, Séguier, 2021, 951 p.

## Pour approfondir